# Xavier Kuhn
Xavier Kuhn (* 4. August 1978 in Sélestat) ist ein ehemaliger französischer Freestyle-Skier. Er war auf die Disziplin Skicross spezialisiert.

## Biografie
Wie bei Skicrossern üblich, war Kuhn zu Beginn seiner Sportkarriere ein Alpinskiläufer. Ab November 1994 nahm er an FIS-Rennen teil, ab Dezember 1996 kam er im Europacup zum Einsatz. 1997 wurde Kuhn französischer Juniorenmeister im Super-G, hinzu kommen fünf Siege in FIS-Rennen. Weitere Erfolge blieben jedoch aus, weshalb er Ende der Saison 1999/2000 sein letztes alpines Skirennen bestritt.
Der Weltskiverband FIS nahm Skicross 2002 ins Programm des Freestyle-Skiing-Weltcups auf. Kuhn beteiligte sich am 30. November 2002 in Tignes am ersten Skicross-Weltcuprennen der Geschichte und erreichte sogleich den vierten Platz. Den ersten Sieg konnte er am 31. Januar 2004 in Špindlerův Mlýn feiern. In den folgenden Jahren rutschte er ins Mittelfeld ab und erreichte nur noch sporadisch Ergebnisse unter den besten zwanzig, an Weltmeisterschaften kam er bisher nie über einen 13. Platz hinaus.
Im März 2009 konnte Kuhn nach mehr als fünf Jahren wieder ein Podestergebnis erzielen, am 9. Januar 2010 folgte in Les Contamines der zweite Weltcupsieg. Ende der Saison 2009/10 trat er vom Spitzensport zurück.

## Erfolge

### Olympische Spiele
- 2010 Vancouver: 17. Skicross

### Weltmeisterschaften
- 2005 Ruka: 22. Ski Cross
- 2007 Madonna di Campiglio: 13. Skicross

### Weltcup
- Saison 2003/04: 5. Skicross-Weltcup
- Saison 2009/10: 6. Skicross-Weltcup
- 5 Podestplätze, davon 2 Siege:

| Datum           | Ort             | Land       |
| --------------- | --------------- | ---------- |
| 31. Januar 2004 | Špindlerův Mlýn | Tschechien |
| 9. Januar 2010  | Les Contamines  | Frankreich |

### Weitere Erfolge
Skicross:
- 2 französische Meistertitel (2004 und 2005)
- 3. Platz Winter-X-Games 2004

Ski Alpin:
- Junioren-WM 1997: 15. Super-G, 26. Abfahrt
- Französischer Juniorenmeister Super-G 1997
- 5 Siege in FIS-Rennen